# Libero De Rienzo
Libero De Rienzo (ur. 24 lutego 1977 w Neapolu, zm. 15 lipca 2021 w Rzymie) – włoski aktor filmowy, telewizyjny i teatralny, a także scenarzysta i reżyser filmowy.

## Biografia
Urodził się w Neapolu i wychował w Rzymie.
W 2001 roku wystąpił w trzech filmach: Gruba dziewczyna, Moja siostra i Santa Maradona. Otrzymał nagrodę Davida di Donatello dla najlepszego aktora drugoplanowego za rolę w filmie Santa Maradona.
W 2004 roku zagrał w filmie Podróż tam i z powrotem. W 2005 roku ukazał się film Krew. Śmierć nie istnieje, który wyreżyserował i napisał scenariusz De Rienzo. Film ten zdobył nagrodę dla najlepszego filmu fabularnego i Nagrodę Wielkiego Kameleona na Festiwalu Filmowym w Brooklynie w 2006 roku.
Zmarł w swoim domu w Rzymie wieczorem 15 lipca 2021 roku na atak serca. Miał 44 lata.